# 咸水镇
咸水镇，是中华人民共和国广西壮族自治区桂林市全州县下辖的一个乡镇级行政单位。2014年改为镇建制。

## 行政区划
咸水镇下辖以下地区：
白竹塘村、蕉川村、洛江村、古留村、鲁塘村、龙田村、西岭村、铁源村、人和村、南宅村、黄沙村和车田村。